# ホプキンス・アーキテクツ
ホプキンス・アーキテクツ（Hopkins Architects）は、イギリスのロンドンを拠点とする建築設計事務所。1976年に建築家のマイケル・ホプキンス、パトリシア・ホプキンス夫妻によって設立された。ロンドンオフィスに約100人の職員を抱えている。また、中東のドバイにもデザインスタジオがある。

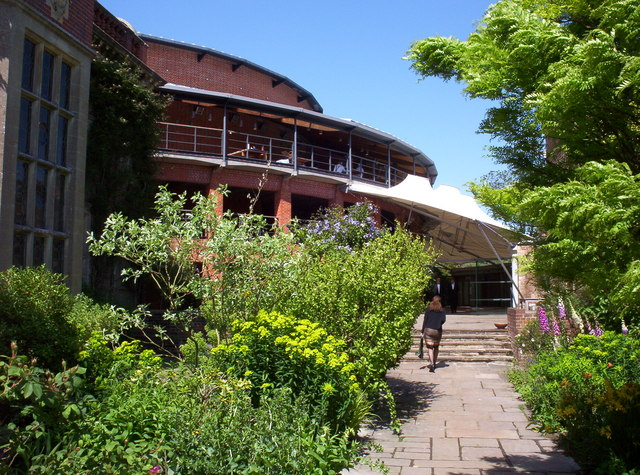
グラインドボーン新劇場

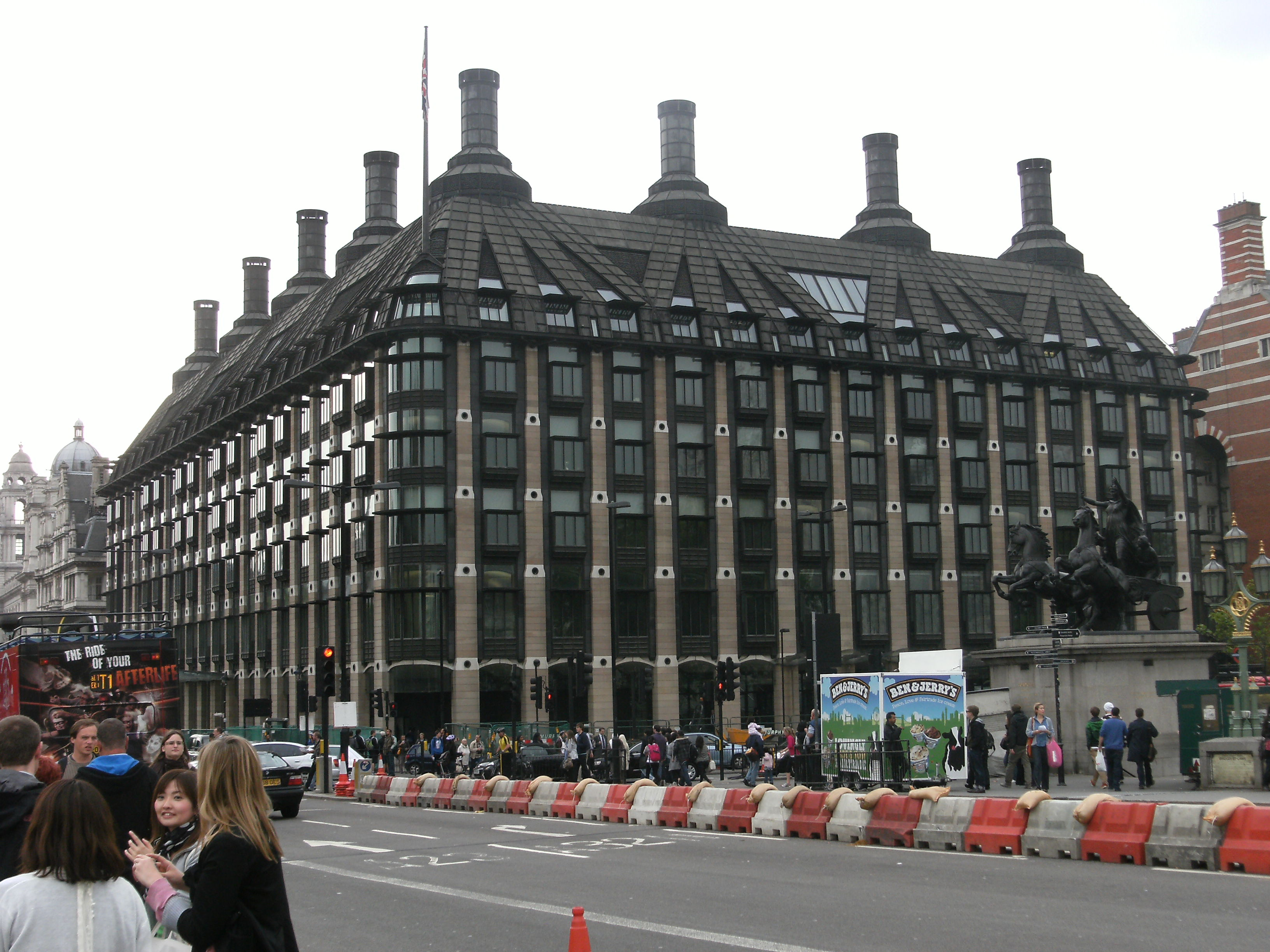
ポートカリス・ハウス

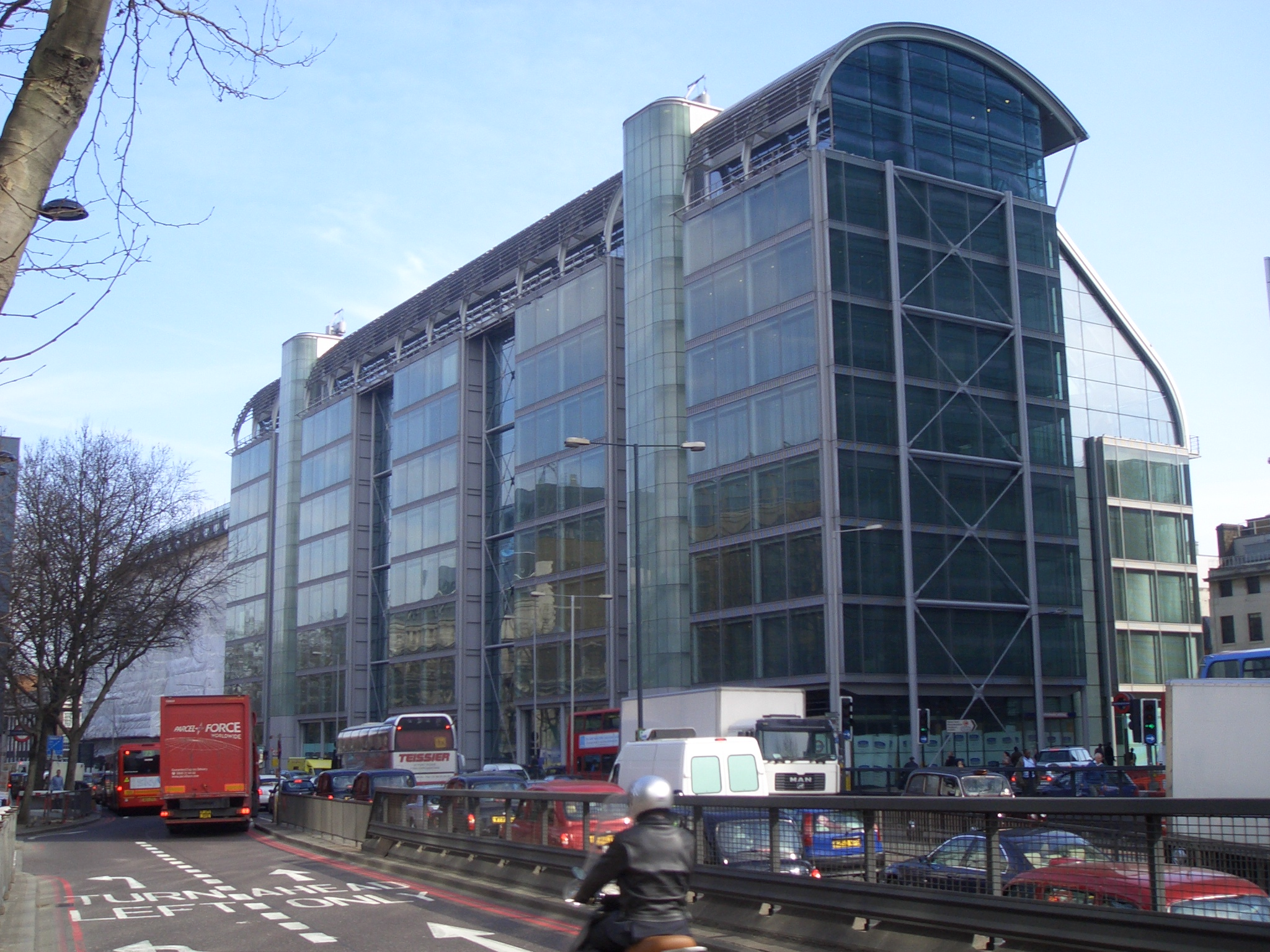
ウェルカム・トラスト本部

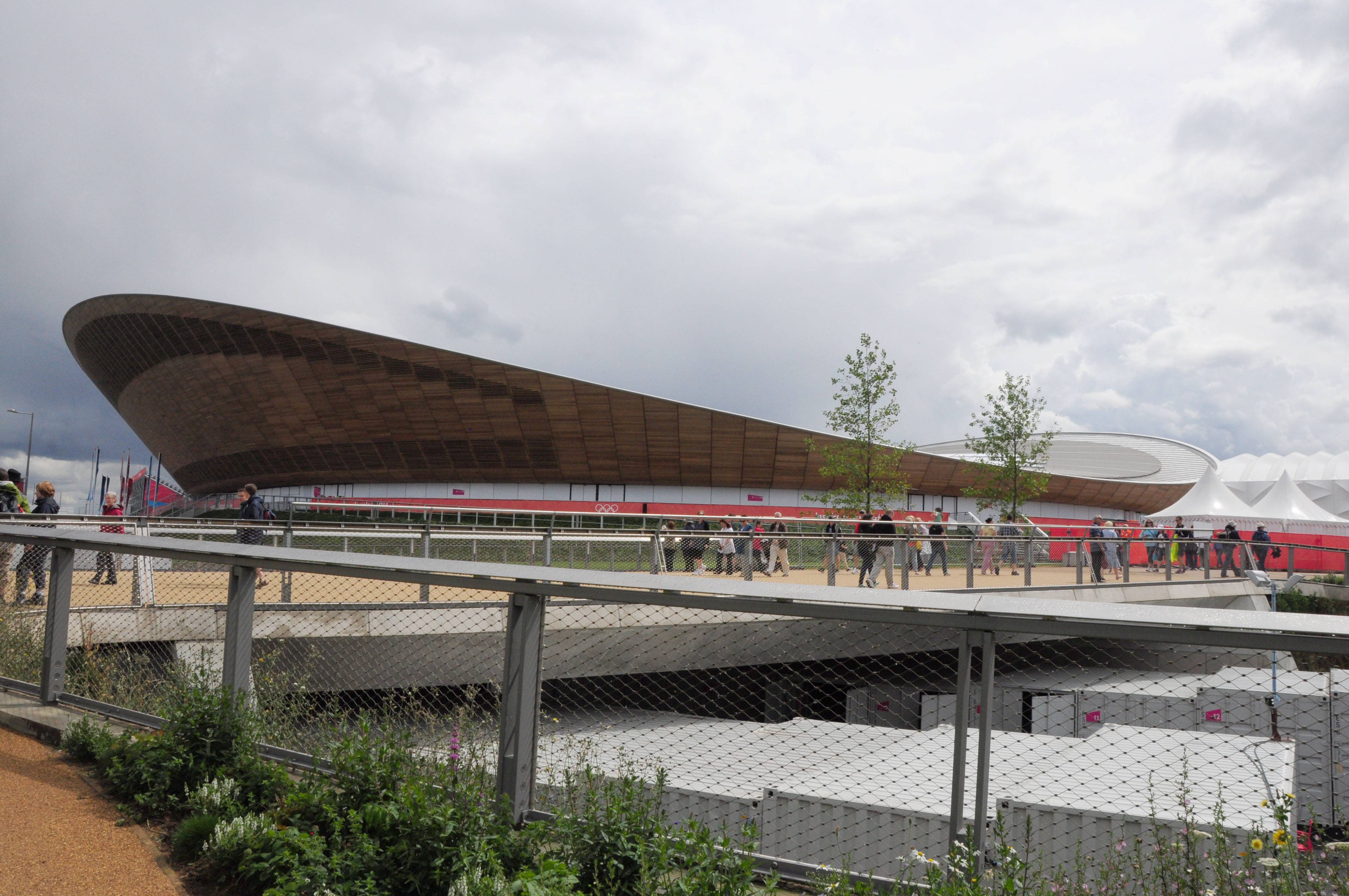
ヴェロパーク

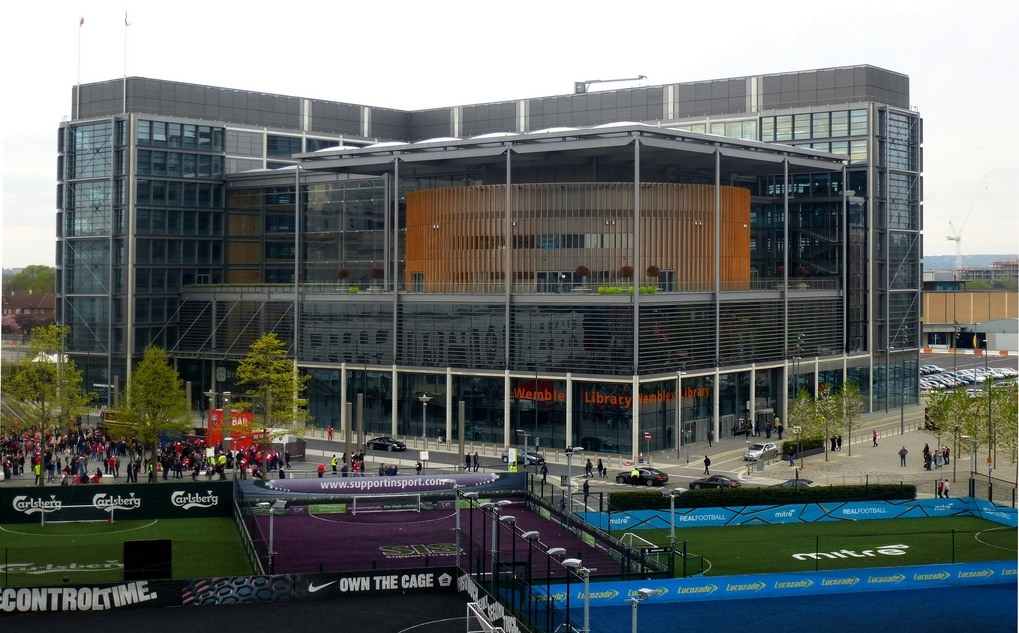
ブレント区シビックセンター

## 主な作品
- シュルンベルジェ 研究所（1985年）ケンブリッジ
- ローズ・クリケット・グラウンド 増築（1987年）ロンドン
- グラインドボーン 新劇場（1994年）サセックス
- ケンブリッジ大学 クイーンズ棟（1995年）ケンブリッジ
- ノッティンガム大学 ジュビリーキャンパス1期（1999年）ロンドン
- ポートカリス・ハウス（2001年）ロンドン
- ウェルカム・トラスト 本部（2004年）ロンドン
- 新丸の内ビルディング（2007年）東京
- ドバイ・インターナショナル・ファイナンシャル・センター ゲートビレッジ（2008年）ドバイ
- プリンストン大学 フリック研究棟（2010年）ニュージャージー州
- ヴェロパーク（2012年）ロンドン
- ブレント区 シビックセンター（2013年）ロンドン
- 東京ミッドタウン日比谷（2018年）東京